# 庫卡蒙加章克申 (亞利桑那州)
庫卡蒙加章克申（英語：Cucamonga Junction）是位於美國亞利桑那州可可尼諾縣的一個非建制地區。該地的面積和人口皆未知。

## 地理
庫卡蒙加章克申的座標為35°18′09″N 112°23′08″W / 35.30250°N 112.38556°W，而該地的平均海拔高度為1790米（即5860英尺）。